# Poniat (imię)
Poniat – imię staropolskie.
Powstało na mocy przegłosu polskiego od imienia Poniet, stanowiącego rodzinę z wyrazami niecić, wzniecać, rozniecać, podniecać, podnieta. Od imienia Poniat pochodzi nazwisko Poniatowski oraz nazwy: Poniatowa, Poniatowice.